# Grailsbach
Der Grailsbach ist ein gut 12 km langer linker, westlicher Nebenbach des Rheins im rheinhessischen Wonnegau. Sein mit gut 10 km den Großteil seiner Länge einnehmender, ostnordöstlich gerichteter Oberlauf wird auch Lachgraben genannt.
Der Grailsbach ist, neben dem weiter nördlich fließenden Seebach, der südlich benachbarten Pfrimm und dem noch weiter südlich fließenden Eisbach, eines der vier Hauptfließgewässer des flachwelligen Wonnegauer Hügellandes, das dem deutlich höheren Alzeyer Hügelland östlich vorgelagert ist und ebenfalls zum Rheinhessischen Tafel- und Hügelland gehört. Er ist von ihnen das mit Abstand kleinste Gewässer und auch das einzige, das komplett in dieser Landschaft verläuft. Anders als Eisbach und Pfrimm, die Wasser aus dem Pfälzerwald bringen, liegt das komplette Einzugsgebiet des Grailsbachs im Regenschatten sowohl des Nordpfälzer Berglandes als auch des vorgelagerten Alzeyer Hügellandes. Daher dürfte die Abflussspende noch deutlich unter der der Selz liegen und der Abfluss (MQ) kaum über 50 Litern pro Sekunde liegen.

## Verlauf
Der Grailsbach entspringt auf 169 m ü. NHN an der Bahntrasse in Höhe der Weinbergstraße in Nieder-Flörsheim. Von jenseits der Bahn wird er durch ein von Norden kommendes, 1,92 km langes Rinnsal, das nur temporär Wasser führt und an der Bundesstraße 271 nordwestlich von Dalsheim ihren Ursprung hat, gespeist. 
Nach 2,50 km Fließstrecke nach Osten fließt ihm von links und Nordwesten der 2,41 km lange Dalsheimer Bach zu, der mit 4,17 km² ein nur wenig kleineres Einzugsgebiet entwässert als der Grailsbach bis dahin (5,97 km²). Der Bach fließt weiter nach Nordosten in den Norden Mörstadts, wo nach insgesamt 4 km Fließstrecke unmittelbar bei Eintritt ins Siedlungsgebiet der Dorfteich Mörstädter Woog nördlich flankiert wird. Auf seinem weiteren Weg unterquert der Bach die Bundesautobahn 61 und fließt dann unmittelbar südlich an Abenheim vorbei. Hier fließt ihm nach 7,32 km und 17,17 km² von Nordosten der 4,07 km lange und 10,54 km² entwässernde Abenheimer Waschbach zu.
Nach insgesamt 10,46 km Fließstrecke und 33,43 km² entwässerter Fläche nimmt der Grailsbach die Richtung der von links und Süden, aus Herrnsheim kommenden, nominell 2,77 km langen (gemessen: 3,47 km) Lämmerweider Klingen, die 8,43 km² entwässert hat, an. Nach nur 0,69 km² Fließstrecke nach Norden ändert der Bach erneut seine Fließrichtung rechtwinklig und übernimmt die Ostrichtung des von links kommenden, 0,91 km (gemessen: 1,01 km) kurzen, bis dahin 6,07 km² entwässert habenden Kreielsbachs, um nach weiteren 1,21 km² von links in den Rhein zu münden. Bis dahin hat der Bach auf einer Länge von 12,36 km eine Fläche von 52,30 km² entwässert.

## Hierarchie in der Gewässerstationierung
Der Grailsbach wird, im älteren Dienst noch unter dem Namen Lachgraben, in der Gewässerstationierung in Rheinland-Pfalz unter der GKZ 2393442 momentan als Nebenbach der Lämmerweider Klingen (239344) und diese wiederum als Nebenbach des Kreielsbachs (23934) geführt. Das steht nicht nur im Widerspruch zu amtlichen Karten, die auch den Unterlauf mit Grailsbach beschriften – und zwar auch solche, die den Oberlauf mit Lachgraben beschriften (etwa TK 25 bei BfN) –, sondern auch zu den entwässerten Einzugsgebieten:
- 34,61 km² gegenüber 8,43 km² am Zusammenfluss mit den Klingen, dabei beträgt das Längenverhältnis 10,46 km zu 3,47 km
- 43,25 km² gegenüber 6,07 km² am Zusammenfluss mit dem Kreielsbach; 11,15 km vs. 1,01 km